# Miami Open 2002 - Qualificazioni singolare maschile
Le qualificazioni del singolare maschile del Miami Open 2002 sono state un torneo di tennis preliminare per accedere alla fase finale della manifestazione. I vincitori dell'ultimo turno sono entrati di diritto nel tabellone principale. In caso di ritiro di uno o più giocatori aventi diritto a questi sono subentrati i lucky loser, ossia i giocatori che hanno perso nell'ultimo turno ma che avevano una classifica più alta rispetto agli altri partecipanti che avevano comunque perso nel turno finale.
Le qualificazioni del torneo NASDAQ-100 Open  2002 prevedevano 48 partecipanti di cui 12 sono entrati nel tabellone principale.

## Teste di serie
1. Fernando González (Qualificato)
2. Olivier Rochus (Qualificato)
3. Lars Burgsmüller (Qualificato)
4. André Sá (Qualificato)
5. Jacobo Diaz-Ruiz (primo turno)
6. Michael Russell (ultimo turno)
7. Hyung-Taik Lee (primo turno)
8. Joan Balcells (Qualificato)
9. Martin Lee (primo turno)
10. Taylor Dent (primo turno)
11. DefaultWayne Arthurs (primo turno)
12. Flávio Saretta (ultimo turno)

1. Julian Knowle (ultimo turno)
2. Noam Okun (ultimo turno)
3. Raemon Sluiter (Qualificato)
4. Michaël Llodra (ultimo turno)
5. Martin Verkerk (primo turno)
6. Cecil Mamiit (ultimo turno)
7. Andrej Stoljarov (ultimo turno)
8. Marc Rosset (Qualificato)
9. Ivo Heuberger (Qualificato)
10. Vince Spadea (ultimo turno)
11. Oliver Gross (primo turno)
12. Dick Norman (primo turno)

## Qualificati
1. Fernando González
2. Olivier Rochus
3. Lars Burgsmüller
4. André Sá
5. Feliciano López
6. Ivo Heuberger

1. Marc Rosset
2. Joan Balcells
3. Jeff Morrison
4. Martin Verkerk
5. Raemon Sluiter
6. Luis Horna

## Tabellone

### Legenda
| - Q = Qualificato - WC = Wild card - LL = Lucky loser | - ALT = Alternate - SE = Special Exempt - PR = Protected Ranking | - w/o = Walkover - r = Ritirato - d = Squalificato |

### Sezione 1
|  | Primo turno | Primo turno       | Primo turno       | Primo turno | Primo turno |  |  | Ultimo turno | Ultimo turno      | Ultimo turno      | Ultimo turno | Ultimo turno |  |
|  |             |                   |                   |             |             |  |  |              |                   |                   |              |              |  |
|  | 1           | Fernando González | Fernando González | 6           | 6           |  |  |              |                   |                   |              |              |  |
|  |             | Brian Baker       | Brian Baker       | 4           | 2           |  |  | 1            | Fernando González | Fernando González | 6            | 6            |  |
|  | 14          | Noam Okun         | 6                 | 4           | 6           |  |  | 14           | Noam Okun         | Noam Okun         | 4            | 4            |  |
|  |             | Jamie Delgado     | 0                 | 6           | 2           |  |  |              |                   |                   |              |              |  |

### Sezione 2
|  | Primo turno | Primo turno    | Primo turno | Primo turno | Primo turno |  |  | Ultimo turno | Ultimo turno   | Ultimo turno   | Ultimo turno | Ultimo turno |  |
|  |             |                |             |             |             |  |  |              |                |                |              |              |  |
|  | 2           | Olivier Rochus | 6           | 3           | 6           |  |  |              |                |                |              |              |  |
|  |             | George Bastl   | 3           | 6           | 3           |  |  | 2            | Olivier Rochus | Olivier Rochus | 7            | 6            |  |
|  |             | Oliver Gross   | 7           | 62          | 6           |  |  |              | Oliver Gross   | Oliver Gross   | 5            | 3            |  |
|  | 23          | Hugo Armando   | 5           | 7           | 0           |  |  |              |                |                |              |              |  |

### Sezione 3
|  | Primo turno | Primo turno      | Primo turno      | Primo turno      | Primo turno |  |  | Ultimo turno | Ultimo turno     | Ultimo turno     | Ultimo turno | Ultimo turno |  |
|  |             |                  |                  |                  |             |  |  |              |                  |                  |              |              |  |
|  | 3           | Lars Burgsmüller | Lars Burgsmüller | 6                | 6           |  |  |              |                  |                  |              |              |  |
|  |             | Alexandre Simoni | Alexandre Simoni | 4                | 3           |  |  | 3            | Lars Burgsmüller | Lars Burgsmüller | 7            | 6            |  |
|  | 18          | Cecil Mamiit     | Cecil Mamiit     | Cecil Mamiit     | 4           |  |  | 18           | Cecil Mamiit     | Cecil Mamiit     | 5            | 4            |  |
|  |             | Julien Cassaigne | Julien Cassaigne | Julien Cassaigne | 1r          |  |  |              |                  |                  |              |              |  |

### Sezione 4
|  | Primo turno | Primo turno      | Primo turno      | Primo turno | Primo turno |  |  | Ultimo turno | Ultimo turno     | Ultimo turno     | Ultimo turno | Ultimo turno |  |
|  |             |                  |                  |             |             |  |  |              |                  |                  |              |              |  |
|  | 4           | André Sá         | André Sá         | 6           | 6           |  |  |              |                  |                  |              |              |  |
|  |             | Jack Brasington  | Jack Brasington  | 3           | 3           |  |  | 4            | André Sá         | André Sá         | 6            | 7            |  |
|  | 19          | Andrej Stoljarov | Andrej Stoljarov | 6           | 6           |  |  | 19           | Andrej Stoljarov | Andrej Stoljarov | 2            | 63           |  |
|  |             | Ricardo Mello    | Ricardo Mello    | 2           | 3           |  |  |              |                  |                  |              |              |  |

### Sezione 5
|  | Primo turno | Primo turno      | Primo turno      | Primo turno | Primo turno |  |  | Ultimo turno | Ultimo turno    | Ultimo turno    | Ultimo turno | Ultimo turno |  |
|  |             |                  |                  |             |             |  |  |              |                 |                 |              |              |  |
|  |             | Feliciano López  | Feliciano López  | 6           | 6           |  |  |              |                 |                 |              |              |  |
|  | 5           | Jacobo Diaz-Ruiz | Jacobo Diaz-Ruiz | 3           | 1           |  |  |              | Feliciano López | Feliciano López | 7            | 7            |  |
|  | 22          | Vince Spadea     | 6                | 1           | 6           |  |  | 22           | Vince Spadea    | Vince Spadea    | 62           | 5            |  |
|  |             | Ota Fukárek      | 3                | 6           | 3           |  |  |              |                 |                 |              |              |  |

### Sezione 6
|  | Primo turno | Primo turno        | Primo turno | Primo turno | Primo turno |  |  | Ultimo turno | Ultimo turno    | Ultimo turno    | Ultimo turno | Ultimo turno |  |
|  |             |                    |             |             |             |  |  |              |                 |                 |              |              |  |
|  | 6           | Michael Russell    | 6           | 4           | 6           |  |  |              |                 |                 |              |              |  |
|  |             | Alex Kim           | 2           | 6           | 2           |  |  | 6            | Michael Russell | Michael Russell | 4            | 3            |  |
|  | 21          | Ivo Heuberger      | 6           | 63          | 6           |  |  | 21           | Ivo Heuberger   | Ivo Heuberger   | 6            | 6            |  |
|  |             | Alex Bogomolov Jr. | 0           | 7           | 4           |  |  |              |                 |                 |              |              |  |

### Sezione 7
|  | Primo turno | Primo turno        | Primo turno        | Primo turno | Primo turno |  |  | Ultimo turno | Ultimo turno  | Ultimo turno  | Ultimo turno  | Ultimo turno |  |
|  |             |                    |                    |             |             |  |  |              |               |               |               |              |  |
|  |             | Peter Wessels      | 6                  | 4           | 6           |  |  |              |               |               |               |              |  |
|  | 7           | Hyung-Taik Lee     | 3                  | 6           | 3           |  |  |              | Peter Wessels | Peter Wessels | Peter Wessels | 4r           |  |
|  | 20          | Marc Rosset        | Marc Rosset        | 6           | 6           |  |  | 20           | Marc Rosset   | Marc Rosset   | Marc Rosset   | 6            |  |
|  |             | Paul-Henri Mathieu | Paul-Henri Mathieu | 3           | 2           |  |  |              |               |               |               |              |  |

### Sezione 8
|  | Primo turno | Primo turno      | Primo turno      | Primo turno | Primo turno |  |  | Ultimo turno | Ultimo turno  | Ultimo turno  | Ultimo turno | Ultimo turno |  |
|  |             |                  |                  |             |             |  |  |              |               |               |              |              |  |
|  | 8           | Joan Balcells    | Joan Balcells    | 6           | 6           |  |  |              |               |               |              |              |  |
|  |             | Jeff Salzenstein | Jeff Salzenstein | 3           | 3           |  |  | 8            | Joan Balcells | Joan Balcells | 6            | 7            |  |
|  | 13          | Julian Knowle    | 6                | 3           | 6           |  |  | 13           | Julian Knowle | Julian Knowle | 4            | 5            |  |
|  |             | Marc López       | 4                | 6           | 2           |  |  |              |               |               |              |              |  |

### Sezione 9
|  | Primo turno | Primo turno    | Primo turno    | Primo turno | Primo turno |  |  | Ultimo turno | Ultimo turno   | Ultimo turno   | Ultimo turno | Ultimo turno |  |
|  |             |                |                |             |             |  |  |              |                |                |              |              |  |
|  |             | Jeff Morrison  | Jeff Morrison  | 6           | 6           |  |  |              |                |                |              |              |  |
|  | 9           | Martin Lee     | Martin Lee     | 4           | 0           |  |  |              | Jeff Morrison  | Jeff Morrison  | 6            | 6            |  |
|  | 16          | Michaël Llodra | Michaël Llodra | 6           | 6           |  |  | 16           | Michaël Llodra | Michaël Llodra | 4            | 3            |  |
|  |             | Tomas Behrend  | Tomas Behrend  | 2           | 3           |  |  |              |                |                |              |              |  |

### Sezione 10
|  | Primo turno | Primo turno            | Primo turno            | Primo turno | Primo turno |  |  | Ultimo turno           | Ultimo turno           | Ultimo turno           | Ultimo turno | Ultimo turno |  |
|  |             |                        |                        |             |             |  |  |                        |                        |                        |              |              |  |
|  |             | Dennis van Scheppingen | Dennis van Scheppingen | 6           | 6           |  |  |                        |                        |                        |              |              |  |
|  | 10          | Taylor Dent            | Taylor Dent            | 4           | 2           |  |  | Dennis van Scheppingen | Dennis van Scheppingen | Dennis van Scheppingen | 4            | 64           |  |
|  |             | Martin Verkerk         | 1                      | 7           | 6           |  |  | Martin Verkerk         | Martin Verkerk         | Martin Verkerk         | 6            | 7            |  |
|  | 17          | Magnus Larsson         | 6                      | 5           | 4           |  |  |                        |                        |                        |              |              |  |

### Sezione 11
|  | Primo turno | Primo turno          | Primo turno | Primo turno | Primo turno |  |  | Ultimo turno | Ultimo turno    | Ultimo turno | Ultimo turno | Ultimo turno |  |
|  |             |                      |             |             |             |  |  |              |                 |              |              |              |  |
|  |             | Stefano Galvani      | 6           | 5           | 5           |  |  |              |                 |              |              |              |  |
|  | 11          | DefaultWayne Arthurs | 2           | 7           | 4           |  |  |              | Stefano Galvani | 6            | 3            | 4            |  |
|  | 15          | Raemon Sluiter       | 7           | 5           | 6           |  |  | 15           | Raemon Sluiter  | 1            | 6            | 6            |  |
|  |             | Edwin Kempes         | 68          | 7           | 4           |  |  |              |                 |              |              |              |  |

### Sezione 12
|  | Primo turno | Primo turno      | Primo turno | Primo turno | Primo turno |  |  | Ultimo turno | Ultimo turno   | Ultimo turno   | Ultimo turno | Ultimo turno |  |
|  |             |                  |             |             |             |  |  |              |                |                |              |              |  |
|  | 12          | Flávio Saretta   | 6           | 2           | 7           |  |  |              |                |                |              |              |  |
|  |             | Michael Kohlmann | 4           | 6           | 5           |  |  | 12           | Flávio Saretta | Flávio Saretta | 5            | 1            |  |
|  |             | Luis Horna       | 3           | 6           | 6           |  |  |              | Luis Horna     | Luis Horna     | 7            | 6            |  |
|  | 24          | Dick Norman      | 6           | 3           | 4           |  |  |              |                |                |              |              |  |